# Селидовуголь
Селидовуголь, угледобывающее государственное предприятие (юридический адрес — улица К.Маркса ,41, город Селидово, Донецкая область, Украина). Добыча угля в 2001 году составляет 1 814,97 тысяч тонн. В состав предприятия входит 8 обособленных подразделений - 4 угледобывающих и 5 вспомогательных единиц:
Угледобывающие:
1. «Шахта 1-3 «Новогродовская»,
2. «Кураховская»,
3. «Украина»,
4. «Котляревская»

Вспомогательные:
1. «Технический контроль качества угля»,
2. «Управление снабжения»,
3. «Автобаза»,
4. «Производственное управление теплофикации»,
5. «Углесбыт».